# Hemiphileurus howdeni
Hemiphileurus howdeni är en skalbaggsart som beskrevs av S. Endrödi 1978. Hemiphileurus howdeni ingår i släktet Hemiphileurus och familjen Dynastidae. Inga underarter finns listade i Catalogue of Life.